# Heikertingerella
Heikertingerella is een geslacht van kevers uit de familie bladkevers (Chrysomelidae).
De wetenschappelijke naam van het geslacht werd in 1940 gepubliceerd door Csiki.

## Soorten
- Heikertingerella adelpha Savini, 1999
- Heikertingerella crassipalpis Savini, 1999
- Heikertingerella dimidiatula Savini, 1999
- Heikertingerella eurynota Savini, 1999
- Heikertingerella excavata Savini, 1999
- Heikertingerella hadrocnemis Savini, 1999
- Heikertingerella juanita Savini, 1999
- Heikertingerella maluengae Savini, 1999
- Heikertingerella mimochirgua Savini, 1999
- Heikertingerella multicolor Savini, 1999
- Heikertingerella paramera Savini, 1999
- Heikertingerella polychroma Savini, 1999
- Heikertingerella prosternalis Savini, 1999
- Heikertingerella pusilla Savini, 1999
- Heikertingerella tamaensis Savini, 1999